# Thomas J. Robertson

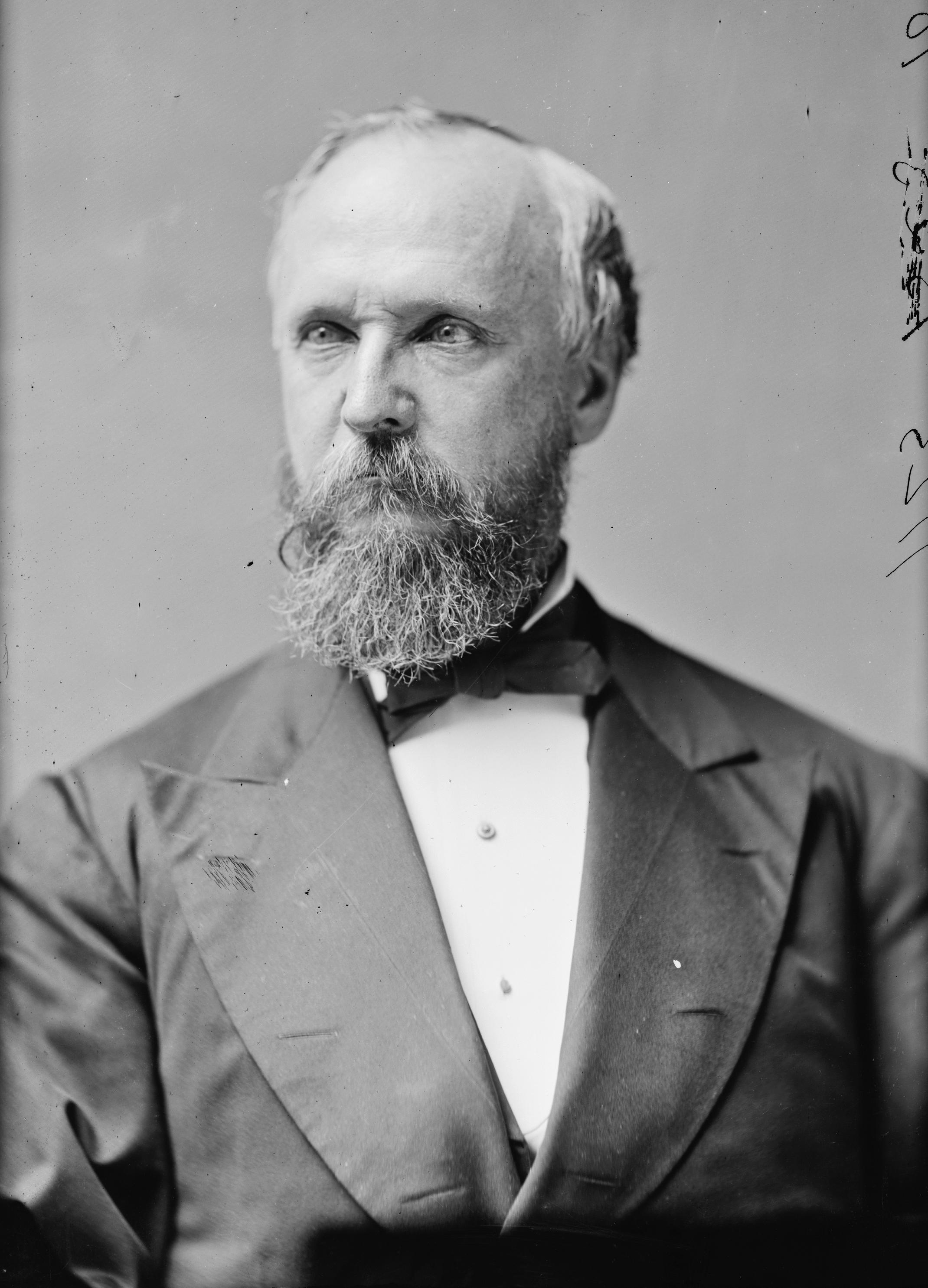
Thomas J. Robertson

Thomas James Robertson (* 3. August 1823 bei Winnsboro, Fairfield County, South Carolina; † 13. Oktober 1897 in Columbia, South Carolina) war ein US-amerikanischer Politiker (Republikanische Partei), der den Bundesstaat South Carolina im US-Senat vertrat.
Nach dem Besuch der auf das Studium vorbereitenden Schule graduierte Thomas Robertson 1843 am South Carolina College in Columbia, der heutigen University of South Carolina. In der Folge betätigte er sich als Pflanzer. Nach dem Sezessionskrieg nahm er 1865 am Verfassungskonvent von South Carolina teil.
Als South Carolina, zuvor Teil der Konföderation, 1868 sein Recht auf Vertretung im Kongress zurückerhielt, wurde Robertson gemeinsam mit dem ebenfalls den Republikanern angehörenden Frederick A. Sawyer in den Senat gewählt. 1871 erfolgte die Bestätigung im Amt, sodass er letztlich bis zum 3. März 1877 im Kongress verblieb. Während dieser Zeit war er Vorsitzender des Committee on Manufactures. Zur erneuten Wiederwahl trat Robertson nicht an; er zog sich, auch wegen angeschlagener Gesundheit, aus dem öffentlichen Leben zurück und starb 1897 in Columbia.